# Grafo sintattico

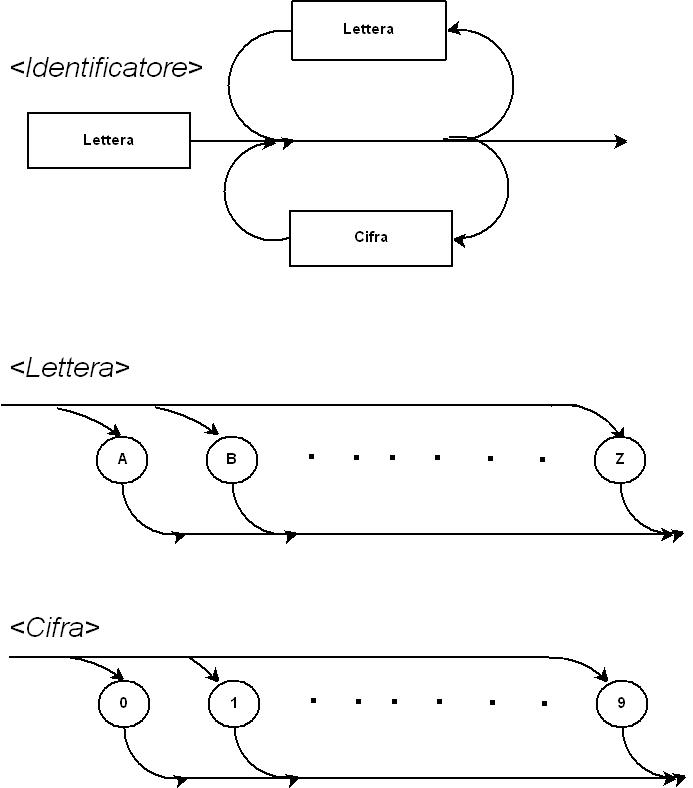
Un esempio di grafo sintattico

Per grafo sintattico si intende un metodo grafico usato per descrivere la sintassi di un linguaggio. 
In questo metodo si usano rettangoli per contenere elementi non terminali del linguaggio, mentre i simboli terminali sono inseriti in ovali o tondi (si veda la figura per maggiore chiarezza). 
Percorrendo il grafo da sinistra a destra si ottengono le frasi sintatticamente corrette del linguaggio. Analogamente si può vedere se una determinata frase può essere generata dal corrispondente grafo sintattico. 
Se si incontrano simboli non terminali si deve percorrere il grafo corrispondente il cui nome compare tra parentesi angolate (<>).